# Communist Party of Revolutionary Marxists
Communist Party of Revolutionary Marxists, politiskt parti i norra Västbengalen, Indien. CPRM bildades 1996 då en grupp bröt sig ur Communist Party of India (Marxist). Gruppen inkluderade en större del av CPI(M):s ledarskap i Darjeeling. CPRM var missnöjda med fredsavtalet med Gorkha National Liberation Front.
CPRM kämpar för skapandet av en separat Gorkhaland-delstat. Partiet ställde upp i valet till Darjeeling Gorkha Autonomous Hills Council 1999, men lyckades inte vinna något mandat. Före 1999 hade CPRM haft en ledamot i rådet. Inför valet 1999 deltog CPRM i United Front, som inkluderade CPRM, Akhil Bharatiya Gorkha League, Indian National Congress, Bharatiya Gorkha Janashakti, Communist Party of India, All India Trinamool Congress, Bharatiya Nepali Bir Gorkha och Sikkim Rashtriya Mukti Morcha. Inom ramen för denna front, lyckades endast ABGL vinna något mandat.
Efter misslyckadet med United Front, har CPRM bildat People's Democratic Front, som en enad oppositionsfront mot GNLF i Darjeelingområdet, tillsammans med Akhil Bharatiya Gorkha League, Indian National Congress, Gorkha National Liberation Front (C.K. Pradhan) och Bharatiya Janata Party.
CPRM:s generalsekreterare är R.B. Rai.
CPRM:s ungdomsförbund heter Democratic Revolutionary Youth Federation.